# میلکو کازانوف
میلکو کازانوف (بلغاری: Милко Георгиев Казанов؛ زادهٔ ۱۱ فوریهٔ ۱۹۷۰) قایقران کایاک، و قایقران کانو اهل بلغارستان است.